# اوسژینو
اوسژینو (به لاتین: Osezhino) یک منطقهٔ مسکونی در روسیه است که در استان آمور واقع شده‌است.